# Andreas Böcking
Andreas Böcking (Debrecen, 2007. április. 26. –) magyar labdarúgó. A magyar utánpótlás válogatott játékosa, az Austrian Regionalliga Westben szereplő TSV McDonald's St. Johann védekező középpályása. 
Pályafutását Debrecenben kezdte, ahol a helyi akadémián nevelkedett, és már fiatalon kiemelkedett tehetségével. 14 éves korában került ki Németországba, a Fortuna Köln utánpótláscsapatához, ahol gyorsan felhívta magára a figyelmet. Egy évvel később, 15 évesen több klub is érdeklődött iránta, végül a DSC Arminia Bielefeld ajánlatát fogadta el.
Folyamatosan fejlődött, és 17 évesen már felnőtt szinten is bemutatkozott, amikor az osztrák harmadosztályban szereplő TSV McDonald's St. Johann csapatához igazolt. Teljesítménye nem maradt észrevétlen, hiszen több neves sportlap, például a Nemzeti Sport, a Salzburger Nachrichten, a Scouted Hungary és az NB1.hu is írt róla.
A magyar utánpótlás-válogatottban 15 évesen debütált, és azóta is rendszeresen meghívót kap a korosztályos csapatokba.

## Statisztika

### Klubcsapatokban
2025. január 11-i állapot szerint.
| Klub                                | Szezon           | Bajnokság                  | Bajnokság | Bajnokság | Kupa  | Kupa  |
| Klub                                | Szezon           | Liga                       | Mérk.     | Gólok     | Mérk. | Gólok |
| ----------------------------------- | ---------------- | -------------------------- | --------- | --------- | ----- | ----- |
| Debreceni Labdarúgó Akadémia (DVSC) | 2017–21          | Utánpótlás NB1             | 62        | 11        | —     | —     |
| Debreceni Labdarúgó Akadémia (DVSC) | Összesen         | Összesen                   | 62        | 11        | —     | —     |
| SC Fortuna Köln                     | 2021-22          | Regionalliga West U15      | 25        | 2         | —     | —     |
| SC Fortuna Köln                     | Összesen         | Összesen                   | 25        | 2         | —     | —     |
| DSC Arminia Bielefeld               | 2022-23          | Landesliga U16             | 26        | 2         | —     | —     |
| DSC Arminia Bielefeld               | 2023-24          | Bundesliga U17             | 21        | 0         | —     | —     |
| DSC Arminia Bielefeld               | Összesen         | Összesen                   | 27        | 2         | —     | —     |
| TSV St. Johann im Pongau            | 2024-25          | Austrian Regionalliga West | 14        | 0         | 2     | 0     |
| TSV St. Johann im Pongau            | Összesen         | Összesen                   | 14        | 0         | 2     | 0     |
| Karrier összesen                    | Karrier összesen | Karrier összesen           | 128       | 15        | 2     | 0     |

## Magánélete
Böcking Katalin – egykori magyar kézilabda-kapus – és Jürgen Böcking – kézilabdaedző – gyermekeként született Andreas. Édesanyja sportolói múltja és édesapja edzői tapasztalata nagy hatással volt fejlődésére. Jürgen már kisgyermekkorától kezdve tudatosan segítette fia fejlődését, célzott edzésekkel és egyéni képzéssel támogatva őt. Andreasnak van egy bátyja, Sebastian, aki futball-játékosmegfigyelőként dolgozik.
A magyar mellett folyékonyan beszél németül és angolul.